# خلیفه لاحج
خلیفه لاحج (انگلیسی: Khalifa Lahej؛ زادهٔ ۴ آوریل ۱۹۹۳) یک ورزشکار اهل امارات متحده عربی است.